# StarDance …když hvězdy tančí (12. řada)
Dvanáctá řada StarDance …když hvězdy tančí, taneční televizní show, měla premiéru na programu ČT1 veřejnoprávní České televize v sobotu 14. října 2023.

## Porota a moderátoři
V porotě zůstali stejně jako v předchozí řadě Tatiana Drexler, Zdeněk Chlopčík a Richard Genzer. Nově byli porotci ale pouze tři, Jan Tománek se stal jedním ze soutěžících. Stálou moderátorskou dvojicí zůstali Marek Eben a Tereza Kostková. Hlasem, který zval moderátori a taneční páry na parket a uváděl porotce pri známkování, byl i tentokrát Viktor Preiss.

## Hudba
O hudební doprovod v 12. řadě StarDance se postarali MoonDance Orchestra Martina Kumžáka spolu s Epoque Quartet. Zpěvem doprovázeli tanečníky Naďa Wepperová, Dasha, Alena Průchová, Michal Cerman, Dušan Kollár a Adam Koubek. Při úvodních představováních tanečních párů zaznívala píseň „Grease“ od Bee Gees (kromě 3., 5. a 6. večera).

## Soutěžící
Všech 20 účastníků dvanácté řady bylo představeno v dubnu roku 2023. Až 21. června 2023 byla ale odhalena první pětice tanečních párů. První oznámený pár tvořili snowboardistka Eva Adamczyková a Jakub Mazůch, který v soutěži tančil poprvé. Součástí další dvojice byl manžel Evy Adamczykové, herec Marek Adamczyk, který tančil s Lenkou Norou Návorkovou, která byla v soutěži již potřetí. Třetí pár tvořili herec David Prachař a Zuzana Dvořáková Šťastná, která byla ve StarDance poprvé. Čtvrtou dvojicí se stali cukrář Josef Maršálek a Adriana Mašková, která ovládla předchozí řadu. Pátý taneční pár vytvořili herečka Ivana Chýlková a tanečník Jan Tománek, který soutěžil již počtvrté a v 10. a 11. řadě pořadu působil jako porotce.
Zbývajících pět párů bylo odhaleno o den později. Šestý pár tvořili zpěvačka Tereza Mašková a tanečník Daniel Kecskeméti, který tančil poprvé. Další dvojicí byla herečka Darija Pavlovičová a vítěz 10. řady Dominik Vodička, který soutěžil potřetí. Osmý pár sestával z moderátorky Ivy Kubelkové a Martina Prágra, který rovněž do StarDance nastoupil již potřetí. Devátý pár tvořili kajakář Vavřinec Hradilek a Kateřina Bartuněk Hrstková, která byla ve StarDance poprvé. Posledním párem byli zpěvák Richard Krajčo a Dominika Rošková, která byla v soutěži také poprvé.
| Pořadí | Celebrita          | Povolání celebrity | Profesionální tanečník     | Výsledek  |
| ------ | ------------------ | ------------------ | -------------------------- | --------- |
| SD 1   | Darija Pavlovičová | herečka            | Dominik Vodička            | 1. místo  |
| SD 9   | Eva Adamczyková    | snowboardistka     | Jakub Mazůch               | 2. místo  |
| SD 8   | Vavřinec Hradilek  | kajakář            | Kateřina Bartuněk Hrstková | 3. místo  |
| SD 4   | Iva Kubelková      | moderátorka        | Martin Prágr               | 4. místo  |
| SD 3   | Josef Maršálek     | cukrář             | Adriana Mašková            | 5. místo  |
| SD 5   | Marek Adamczyk     | herec              | Lenka Nora Návorková       | 6. místo  |
| SD 7   | Tereza Mašková     | zpěvačka           | Daniel Kecskeméti          | 7. místo  |
| SD 10  | Richard Krajčo     | zpěvák             | Dominika Rošková           | 8. místo  |
| SD 2   | Ivana Chýlková     | herečka            | Jan Tománek                | 9. místo  |
| SD 6   | David Prachař      | herec              | Zuzana Dvořáková Šťastná   | 10. místo |

## Bodování
|  | nejvyšší body poroty |  | vyřazení ze soutěže |

Porotci rozhodují pomocí bodování a diváci SMS zprávami.
| Pár         | Pár                        | Výsledek    | Bodování poroty v tanečních večerech | Bodování poroty v tanečních večerech | Bodování poroty v tanečních večerech | Bodování poroty v tanečních večerech | Bodování poroty v tanečních večerech | Bodování poroty v tanečních večerech | Bodování poroty v tanečních večerech | Bodování poroty v tanečních večerech | Bodování poroty v tanečních večerech | Bodování poroty v tanečních večerech | Bodování poroty v tanečních večerech | Bodování poroty v tanečních večerech |
| Pár         | Pár                        | Výsledek    | 1.                                   | 2.                                   | 1. + 2.                              | 3.                                   | 4.                                   | 5.                                   | 6.                                   | 7.                                   | 8.                                   | 7. + 8.                              | 9.                                   | 10.                                  |
| ----------- | -------------------------- | ----------- | ------------------------------------ | ------------------------------------ | ------------------------------------ | ------------------------------------ | ------------------------------------ | ------------------------------------ | ------------------------------------ | ------------------------------------ | ------------------------------------ | ------------------------------------ | ------------------------------------ | ------------------------------------ |
| SD 1        | Darija Pavlovičová         | 1. místo    | 14                                   | 23                                   | 14 + 23 = 37                         | 20                                   | 25                                   | 26                                   | 28 + 2 = 30                          | 28                                   | 28 + 29 = 57                         | 85                                   | 27 + 27 = 54                         | 29 + 30 + 29 = 88                    |
| SD 1        | Dominik Vodička            | 1. místo    | 14                                   | 23                                   | 14 + 23 = 37                         | 20                                   | 25                                   | 26                                   | 28 + 2 = 30                          | 28                                   | 28 + 29 = 57                         | 85                                   | 27 + 27 = 54                         | 29 + 30 + 29 = 88                    |
| SD 9        | Eva Adamczyková            | 2. místo    | 22                                   | 24                                   | 22 + 24 = 46                         | 29                                   | 27                                   | 27                                   | 26 + 2 = 28                          | 30                                   | 27 + 30 = 57                         | 87                                   | 26 + 29 = 55                         | 30 + 30 + 29 = 89                    |
| SD 9        | Jakub Mazůch               | 2. místo    | 22                                   | 24                                   | 22 + 24 = 46                         | 29                                   | 27                                   | 27                                   | 26 + 2 = 28                          | 30                                   | 27 + 30 = 57                         | 87                                   | 26 + 29 = 55                         | 30 + 30 + 29 = 89                    |
| SD 8        | Vavřinec Hradilek          | 3. místo    | 21                                   | 15                                   | 21 + 15 = 36                         | 23                                   | 23                                   | 24                                   | 15 + 0 = 15                          | 19                                   | 23 + 27 = 50                         | 69                                   | 26 + 24 = 50                         | 27 + 29 + 30 = 86                    |
| SD 8        | Kateřina Bartuněk Hrstková | 3. místo    | 21                                   | 15                                   | 21 + 15 = 36                         | 23                                   | 23                                   | 24                                   | 15 + 0 = 15                          | 19                                   | 23 + 27 = 50                         | 69                                   | 26 + 24 = 50                         | 27 + 29 + 30 = 86                    |
| SD 4        | Iva Kubelková              | 4. místo    | 20                                   | 25                                   | 20 + 25 = 45                         | 21                                   | 22                                   | 30                                   | 27 + 0 = 27                          | 29                                   | 25 + 27 = 52                         | 81                                   | 27 + 24 = 51                         | —                                    |
| SD 4        | Martin Prágr               | 4. místo    | 20                                   | 25                                   | 20 + 25 = 45                         | 21                                   | 22                                   | 30                                   | 27 + 0 = 27                          | 29                                   | 25 + 27 = 52                         | 81                                   | 27 + 24 = 51                         | —                                    |
| SD 3        | Josef Maršálek             | 5. místo    | 12                                   | 15                                   | 12 + 15 = 27                         | 16                                   | 19                                   | 18                                   | 22 + 2 = 24                          | 21                                   | 20 + 24 = 44                         | 65                                   | —                                    | —                                    |
| SD 3        | Adriana Mašková            | 5. místo    | 12                                   | 15                                   | 12 + 15 = 27                         | 16                                   | 19                                   | 18                                   | 22 + 2 = 24                          | 21                                   | 20 + 24 = 44                         | 65                                   | —                                    | —                                    |
| SD 5        | Marek Adamczyk             | 6. místo    | 17                                   | 22                                   | 17 + 22 = 39                         | 18                                   | 23                                   | 21                                   | 21 + 0 = 21                          | —                                    | —                                    | —                                    | —                                    | —                                    |
| SD 5        | Lenka Nora Návorková       | 6. místo    | 17                                   | 22                                   | 17 + 22 = 39                         | 18                                   | 23                                   | 21                                   | 21 + 0 = 21                          | —                                    | —                                    | —                                    | —                                    | —                                    |
| SD 7        | Tereza Mašková             | 7. místo    | 18                                   | 21                                   | 18 + 21 = 39                         | 22                                   | 25                                   | 23                                   | —                                    | —                                    | —                                    | —                                    | —                                    | —                                    |
| SD 7        | Daniel Kecskeméti          | 7. místo    | 18                                   | 21                                   | 18 + 21 = 39                         | 22                                   | 25                                   | 23                                   | —                                    | —                                    | —                                    | —                                    | —                                    | —                                    |
| SD 10       | Richard Krajčo             | 8. místo    | 22                                   | 19                                   | 22 + 19 = 41                         | 26                                   | 22                                   | —                                    | —                                    | —                                    | —                                    | —                                    | —                                    | —                                    |
| SD 10       | Dominika Rošková           | 8. místo    | 22                                   | 19                                   | 22 + 19 = 41                         | 26                                   | 22                                   | —                                    | —                                    | —                                    | —                                    | —                                    | —                                    | —                                    |
| SD 2        | Ivana Chýlková             | 9. místo    | 14                                   | 16                                   | 14 + 16 = 30                         | 15                                   | —                                    | —                                    | —                                    | —                                    | —                                    | —                                    | —                                    | —                                    |
| SD 2        | Jan Tománek                | 9. místo    | 14                                   | 16                                   | 14 + 16 = 30                         | 15                                   | —                                    | —                                    | —                                    | —                                    | —                                    | —                                    | —                                    | —                                    |
| SD 6        | David Prachař              | 10. místo   | 14                                   | 16                                   | 14 + 16 = 30                         | —                                    | —                                    | —                                    | —                                    | —                                    | —                                    | —                                    | —                                    | —                                    |
| SD 6        | Zuzana Dvořáková Šťastná   | 10. místo   | 14                                   | 16                                   | 14 + 16 = 30                         | —                                    | —                                    | —                                    | —                                    | —                                    | —                                    | —                                    | —                                    | —                                    |
| Celkem      | Celkem                     | Celkem      | 174                                  | 196                                  | —                                    | 190                                  | 186                                  | 169                                  | 139 + 6 = 145                        | 127                                  | 260                                  | —                                    | 210                                  | 263                                  |
| Průměr      | Průměr                     | Průměr      | 17,4                                 | 19,6                                 | —                                    | 21,1                                 | 23,3                                 | 24,1                                 | 23,2 + 1 = 24,2                      | 25,4                                 | 52                                   | —                                    | 52,5                                 | 87,7                                 |
| Párů v kole | Párů v kole                | Párů v kole | 10                                   | 10                                   | —                                    | 9                                    | 8                                    | 7                                    | 6                                    | 5                                    | 5                                    | —                                    | 4                                    | 3                                    |

## Taneční večery

### 1. díl (14. října 2023)
Během prvního večera se tančila cha-cha, waltz a jive a jako tradičně žádný pár nevypadl. Na úvod vystoupilo 10 profesionálních tanečníků 12. řady.ve společné choreografii na píseň „Shining Star“ od Earth, Wind & Fire.
Závěrečnou písní 1. večera byla „Shut Up and Dance“ od skupiny Walk the Moon.
| P   | Pár   | Pár                        | Tanec   | Hudba                               | Body   | Body    | Body     | Body   |
| P   | Pár   | Pár                        | Tanec   | Hudba                               | Genzer | Drexler | Chlopčík | Celkem |
| --- | ----- | -------------------------- | ------- | ----------------------------------- | ------ | ------- | -------- | ------ |
| 1.  | SD 1  | Darija Pavlovičová         | cha-cha | „Bloody Mary“ (Lady Gaga)           | 5      | 4       | 5        | 14     |
| 1.  | SD 1  | Dominik Vodička            | cha-cha | „Bloody Mary“ (Lady Gaga)           | 5      | 4       | 5        | 14     |
| 2.  | SD 2  | Ivana Chýlková             | waltz   | „Your Song“ (Elton John)            | 5      | 5       | 4        | 14     |
| 2.  | SD 2  | Jan Tománek                | waltz   | „Your Song“ (Elton John)            | 5      | 5       | 4        | 14     |
| 3.  | SD 3  | Josef Maršálek             | jive    | „Candyman“ (Christina Aguilera)     | 4      | 5       | 3        | 12     |
| 3.  | SD 3  | Adriana Mašková            | jive    | „Candyman“ (Christina Aguilera)     | 4      | 5       | 3        | 12     |
| 4.  | SD 4  | Iva Kubelková              | cha-cha | „Let's Get Loud“ (Jennifer Lopez)   | 7      | 7       | 6        | 20     |
| 4.  | SD 4  | Martin Prágr               | cha-cha | „Let's Get Loud“ (Jennifer Lopez)   | 7      | 7       | 6        | 20     |
| 5.  | SD 5  | Marek Adamczyk             | waltz   | „Come Away with Me“ (Norah Jones)   | 6      | 5       | 6        | 17     |
| 5.  | SD 5  | Lenka Nora Návorková       | waltz   | „Come Away with Me“ (Norah Jones)   | 6      | 5       | 6        | 17     |
| 6.  | SD 6  | David Prachař              | jive    | „Hit the Road Jack“ (Ray Charles)   | 5      | 4       | 5        | 14     |
| 6.  | SD 6  | Zuzana Dvořáková Šťastná   | jive    | „Hit the Road Jack“ (Ray Charles)   | 5      | 4       | 5        | 14     |
| 7.  | SD 7  | Tereza Mašková             | cha-cha | „Kiss“ (Prince)                     | 6      | 6       | 6        | 18     |
| 7.  | SD 7  | Daniel Kecskeméti          | cha-cha | „Kiss“ (Prince)                     | 6      | 6       | 6        | 18     |
| 8.  | SD 8  | Vavřinec Hradilek          | waltz   | „Hushabye Mountain“ (Dick Van Dyke) | 7      | 7       | 7        | 21     |
| 8.  | SD 8  | Kateřina Bartuněk Hrstková | waltz   | „Hushabye Mountain“ (Dick Van Dyke) | 7      | 7       | 7        | 21     |
| 9.  | SD 9  | Eva Adamczyková            | jive    | „Hound Dog“ (Elvis Presley)         | 7      | 8       | 7        | 22     |
| 9.  | SD 9  | Jakub Mazůch               | jive    | „Hound Dog“ (Elvis Presley)         | 7      | 8       | 7        | 22     |
| 10. | SD 10 | Richard Krajčo             | cha-cha | „A gozar timbero“ (Tito Puente)     | 7      | 8       | 7        | 22     |
| 10. | SD 10 | Dominika Rošková           | cha-cha | „A gozar timbero“ (Tito Puente)     | 7      | 8       | 7        | 22     |

### 2. díl – Jubilejní 100. díl (21. října 2023)
2. večer 12. ročníku StarDance byl zároveň celkově jubilejním 100. dílem. Do hlediště zavítali někteří účastníci všech předešlých řad. Tento díl si páry vybraly známou osobnost, která je během společného tréninku naučila originální choreografický prvek. Tančilo se tango, valčík a samba. Na úvod vystoupil se společnou choreografií vítěz 1. ročníku Roman Vojtek, kterého doprovodila jeho taneční partnerka Kristína Coufalová a tanečnice z předchozích řad Tereza Prucková, Vanda Dětinská a Eva Krejčířová. Před samotným rozhodnutím zatančili Anna Polívková s Michalem Kurtišem.tango na píseň „Be Italian“ od Fergie. Jejich tango se v roce 2014 dostalo na konferenci pořádané stanicí BBC a venované pořadu Dancing with the Stars (StarDance) do výběru nejlepších světových tanců roku.
David Prachař a Zuzana Dvořáková Šťastná se rozloučili se soutěží tancem na píseň „Ordinary People“ od Johna Legenda.
| P   | Pár   | Pár                        | Osobnost               | Tanec  | Hudba                                         | Body   | Body    | Body     | Body   |
| P   | Pár   | Pár                        | Osobnost               | Tanec  | Hudba                                         | Genzer | Drexler | Chlopčík | Celkem |
| --- | ----- | -------------------------- | ---------------------- | ------ | --------------------------------------------- | ------ | ------- | -------- | ------ |
| 1.  | SD 10 | Richard Krajčo             | Leoš Mareš             | tango  | „Libertango“ (Astor Piazzolla)                | 7      | 6       | 6        | 19     |
| 1.  | SD 10 | Dominika Rošková           | Leoš Mareš             | tango  | „Libertango“ (Astor Piazzolla)                | 7      | 6       | 6        | 19     |
| 2.  | SD 9  | Eva Adamczyková            | Barbora Poláková       | valčík | „La Valse de L'Amour“ (Patrick Doyle/Popelka) | 8      | 8       | 8        | 24     |
| 2.  | SD 9  | Jakub Mazůch               | Barbora Poláková       | valčík | „La Valse de L'Amour“ (Patrick Doyle/Popelka) | 8      | 8       | 8        | 24     |
| 3.  | SD 8  | Vavřinec Hradilek          | Matěj Ruppert          | samba  | „Shape of You“ (Ed Sheeran)                   | 6      | 5       | 4        | 15     |
| 3.  | SD 8  | Kateřina Bartuněk Hrstková | Matěj Ruppert          | samba  | „Shape of You“ (Ed Sheeran)                   | 6      | 5       | 4        | 15     |
| 4.  | SD 7  | Tereza Mašková             | Jitka Schneiderová     | tango  | „Mi confesión“ (Gotan Project)                | 8      | 7       | 6        | 21     |
| 4.  | SD 7  | Daniel Kecskeméti          | Jitka Schneiderová     | tango  | „Mi confesión“ (Gotan Project)                | 8      | 7       | 6        | 21     |
| 5.  | SD 6  | David Prachař              | Pavel Kříž             | valčík | „Nothing Else Matters“ (Metallica)            | 6      | 5       | 5        | 16     |
| 5.  | SD 6  | Zuzana Dvořáková Šťastná   | Pavel Kříž             | valčík | „Nothing Else Matters“ (Metallica)            | 6      | 5       | 5        | 16     |
| 6.  | SD 5  | Marek Adamczyk             | Veronika Khek Kubařová | samba  | „La vida es un carnaval“ (Celia Cruz)         | 8      | 7       | 7        | 22     |
| 6.  | SD 5  | Lenka Nora Návorková       | Veronika Khek Kubařová | samba  | „La vida es un carnaval“ (Celia Cruz)         | 8      | 7       | 7        | 22     |
| 7.  | SD 4  | Iva Kubelková              | Jaromír Bosák          | tango  | „Bad Guy“ (Postmodern Jukebox)                | 9      | 8       | 8        | 25     |
| 7.  | SD 4  | Martin Prágr               | Jaromír Bosák          | tango  | „Bad Guy“ (Postmodern Jukebox)                | 9      | 8       | 8        | 25     |
| 8.  | SD 3  | Josef Maršálek             | Karel Kovář            | valčík | „Iris“ (The Goo Goo Dolls)                    | 5      | 6       | 4        | 15     |
| 8.  | SD 3  | Adriana Mašková            | Karel Kovář            | valčík | „Iris“ (The Goo Goo Dolls)                    | 5      | 6       | 4        | 15     |
| 9.  | SD 2  | Ivana Chýlková             | Monika Absolonová      | samba  | „La Bamba“ (Connie Francis)                   | 6      | 5       | 5        | 16     |
| 9.  | SD 2  | Jan Tománek                | Monika Absolonová      | samba  | „La Bamba“ (Connie Francis)                   | 6      | 5       | 5        | 16     |
| 10. | SD 1  | Darija Pavlovičová         | Jan Cina               | tango  | „Caruso“ (Olivato Dancesport Orchestra)       | 8      | 8       | 7        | 23     |
| 10. | SD 1  | Dominik Vodička            | Jan Cina               | tango  | „Caruso“ (Olivato Dancesport Orchestra)       | 8      | 8       | 7        | 23     |

### 3. díl (29. října 2023)
Třetí večer byl tematicky československý, tančil se jive, quickstep a rumba, a to pouze na české a slovenské písně. Kvůli sobotním oslavám státního svátku byl tento díl odvysílán s jednodenním zpožděním, tedy netradičně v neděli. Tanečním párům při úvodním představování hrál MoonDance Orchestra píseň „Slim Jim“ od Sexy Dancers.
Ivana Chýlková a Jan Tománek se rozloučili se soutěží tancem na píseň „Ak nie si moja“ od Vaša Patejdla.
| P  | Pár   | Pár                        | Tanec     | Hudba                                  | Body   | Body    | Body     | Body   |
| P  | Pár   | Pár                        | Tanec     | Hudba                                  | Genzer | Drexler | Chlopčík | Celkem |
| -- | ----- | -------------------------- | --------- | -------------------------------------- | ------ | ------- | -------- | ------ |
| 1. | SD 7  | Tereza Mašková             | jive      | „Slunce v duši“ (Nightwork)            | 8      | 7       | 7        | 22     |
| 1. | SD 7  | Daniel Kecskeméti          | jive      | „Slunce v duši“ (Nightwork)            | 8      | 7       | 7        | 22     |
| 2. | SD 5  | Marek Adamczyk             | quickstep | „Plakalo bejby“ (Petr Spálený)         | 6      | 6       | 6        | 18     |
| 2. | SD 5  | Lenka Nora Návorková       | quickstep | „Plakalo bejby“ (Petr Spálený)         | 6      | 6       | 6        | 18     |
| 3. | SD 3  | Josef Maršálek             | rumba     | „Čím to je“ (No Name)                  | 5      | 5       | 6        | 16     |
| 3. | SD 3  | Adriana Mašková            | rumba     | „Čím to je“ (No Name)                  | 5      | 5       | 6        | 16     |
| 4. | SD 1  | Darija Pavlovičová         | jive      | „Jedeme dál“ (Petra Janů a Petr Janda) | 7      | 7       | 6        | 20     |
| 4. | SD 1  | Dominik Vodička            | jive      | „Jedeme dál“ (Petra Janů a Petr Janda) | 7      | 7       | 6        | 20     |
| 5. | SD 2  | Ivana Chýlková             | quickstep | „Jezdím bez nehod“ (Milan Chladil)     | 5      | 5       | 5        | 15     |
| 5. | SD 2  | Jan Tománek                | quickstep | „Jezdím bez nehod“ (Milan Chladil)     | 5      | 5       | 5        | 15     |
| 6. | SD 9  | Eva Adamczyková            | rumba     | „Tělo“ (Ewa Farna)                     | 10     | 10      | 9        | 29     |
| 6. | SD 9  | Jakub Mazůch               | rumba     | „Tělo“ (Ewa Farna)                     | 10     | 10      | 9        | 29     |
| 7. | SD 10 | Richard Krajčo             | jive      | „Sestrička z Kramárov“ (Elán)          | 9      | 8       | 9        | 26     |
| 7. | SD 10 | Dominika Rošková           | jive      | „Sestrička z Kramárov“ (Elán)          | 9      | 8       | 9        | 26     |
| 8. | SD 8  | Vavřinec Hradilek          | quickstep | „Jez“ (Ivan Mládek)                    | 8      | 8       | 7        | 23     |
| 8. | SD 8  | Kateřina Bartuněk Hrstková | quickstep | „Jez“ (Ivan Mládek)                    | 8      | 8       | 7        | 23     |
| 9. | SD 4  | Iva Kubelková              | jive      | „Je to vo hviezdach“ (Pavol Habera)    | 8      | 7       | 6        | 21     |
| 9. | SD 4  | Martin Prágr               | jive      | „Je to vo hviezdach“ (Pavol Habera)    | 8      | 7       | 6        | 21     |

### 4. díl (4. listopadu 2023)
Čtvrtý večer byl ve znamení volnosti pro vlastní taneční nápady. Dalšími třemi soutěžními tanci byly quickstep, paso doble a slowfox.
Richard Krajčo a Dominika Rošková se rozloučili se soutěží tancem na píseň „Beneath Your Beautiful“ od Labrintha a Emeli Sandé.
| P  | Pár   | Pár                        | Tanec      | Hudba                                           | Body   | Body    | Body     | Body   |
| P  | Pár   | Pár                        | Tanec      | Hudba                                           | Genzer | Drexler | Chlopčík | Celkem |
| -- | ----- | -------------------------- | ---------- | ----------------------------------------------- | ------ | ------- | -------- | ------ |
| 1. | SD 4  | Iva Kubelková              | quickstep  | „Boyfriend“ (Lou Bega)                          | 8      | 7       | 7        | 22     |
| 1. | SD 4  | Martin Prágr               | quickstep  | „Boyfriend“ (Lou Bega)                          | 8      | 7       | 7        | 22     |
| 2. | SD 8  | Vavřinec Hradilek          | paso doble | „Another One Bites the Dust“ (Queen)            | 8      | 7       | 8        | 23     |
| 2. | SD 8  | Kateřina Bartuněk Hrstková | paso doble | „Another One Bites the Dust“ (Queen)            | 8      | 7       | 8        | 23     |
| 3. | SD 1  | Darija Pavlovičová         | quickstep  | „I Wanna Be Like You“ (Dimie Cat)               | 9      | 8       | 8        | 25     |
| 3. | SD 1  | Dominik Vodička            | quickstep  | „I Wanna Be Like You“ (Dimie Cat)               | 9      | 8       | 8        | 25     |
| 4. | SD 3  | Josef Maršálek             | slowfox    | „Moondance“ (Van Morrison)                      | 7      | 6       | 6        | 19     |
| 4. | SD 3  | Adriana Mašková            | slowfox    | „Moondance“ (Van Morrison)                      | 7      | 6       | 6        | 19     |
| 5. | SD 10 | Richard Krajčo             | quickstep  | „Parla più piano“ (The Speakeasies Swing Band)  | 8      | 7       | 7        | 22     |
| 5. | SD 10 | Dominika Rošková           | quickstep  | „Parla più piano“ (The Speakeasies Swing Band)  | 8      | 7       | 7        | 22     |
| 6. | SD 5  | Marek Adamczyk             | paso doble | „Spanish Trumpets“ (Klaus Hallen Tanzorchester) | 8      | 8       | 7        | 23     |
| 6. | SD 5  | Lenka Nora Návorková       | paso doble | „Spanish Trumpets“ (Klaus Hallen Tanzorchester) | 8      | 8       | 7        | 23     |
| 7. | SD 7  | Tereza Mašková             | quickstep  | „I Love Me“ (Meghan Trainor & LunchMoney Lewis) | 9      | 8       | 8        | 25     |
| 7. | SD 7  | Daniel Kecskeméti          | quickstep  | „I Love Me“ (Meghan Trainor & LunchMoney Lewis) | 9      | 8       | 8        | 25     |
| 8. | SD 9  | Eva Adamczyková            | slowfox    | „Love and Marriage“ (Frank Sinatra)             | 9      | 10      | 8        | 27     |
| 8. | SD 9  | Jakub Mazůch               | slowfox    | „Love and Marriage“ (Frank Sinatra)             | 9      | 10      | 8        | 27     |

### 5. díl (11. listopadu 2023)
Během pátého dílu zazněly písně z celého světa zpívané například v korejštině, čínštině nebo v turečtině. Sedm soutěžních párů předvedlo sambu, cha-chu a valčík. Na úvod večera vystoupila se společnou choreografií s názvem „Zemplínske variace“ slovenská tanečná skupina Partia. Tanečním párům při úvodním představování hrál MoonDance Orchestra píseň „Chorando Se Foi (Lambada)“ od skupiny Kaoma.
Tereza Mašková a Daniel Kecskeméti se rozloučili se soutěží tancem na píseň „Horchat hai caliptus“ od Ishtar.
| P  | Pár  | Pár                        | Tanec   | Hudba                                   | Body   | Body    | Body     | Body   |
| P  | Pár  | Pár                        | Tanec   | Hudba                                   | Genzer | Drexler | Chlopčík | Celkem |
| -- | ---- | -------------------------- | ------- | --------------------------------------- | ------ | ------- | -------- | ------ |
| 1. | SD 1 | Darija Pavlovičová         | samba   | „Şımarık“ (Tarkan)                      | 9      | 8       | 9        | 26     |
| 1. | SD 1 | Dominik Vodička            | samba   | „Şımarık“ (Tarkan)                      | 9      | 8       | 9        | 26     |
| 2. | SD 3 | Josef Maršálek             | cha-cha | „Sarà perché ti amo“ (Ricchi e Poveri)  | 7      | 6       | 5        | 18     |
| 2. | SD 3 | Adriana Mašková            | cha-cha | „Sarà perché ti amo“ (Ricchi e Poveri)  | 7      | 6       | 5        | 18     |
| 3. | SD 5 | Marek Adamczyk             | valčík  | „Dan Shen Qing Ge“ (Terry Lin)          | 8      | 7       | 6        | 21     |
| 3. | SD 5 | Lenka Nora Návorková       | valčík  | „Dan Shen Qing Ge“ (Terry Lin)          | 8      | 7       | 6        | 21     |
| 4. | SD 7 | Tereza Mašková             | samba   | „Mit tehet a sejt?“ (Jazz+Az)           | 8      | 8       | 7        | 23     |
| 4. | SD 7 | Daniel Kecskeméti          | samba   | „Mit tehet a sejt?“ (Jazz+Az)           | 8      | 8       | 7        | 23     |
| 5. | SD 9 | Eva Adamczyková            | cha-cha | „Napal Baji“ (PSY)                      | 9      | 9       | 9        | 27     |
| 5. | SD 9 | Jakub Mazůch               | cha-cha | „Napal Baji“ (PSY)                      | 9      | 9       | 9        | 27     |
| 6. | SD 4 | Iva Kubelková              | samba   | „La Bomba“ (King África)                | 10     | 10      | 10       | 30     |
| 6. | SD 4 | Martin Prágr               | samba   | „La Bomba“ (King África)                | 10     | 10      | 10       | 30     |
| 7. | SD 8 | Vavřinec Hradilek          | valčík  | „Komuram Bheemuho“ (Kaala Bhairava/RRR) | 9      | 8       | 7        | 24     |
| 7. | SD 8 | Kateřina Bartuněk Hrstková | valčík  | „Komuram Bheemuho“ (Kaala Bhairava/RRR) | 9      | 8       | 7        | 24     |

### 6. díl (18. listopadu 2023)
Během šestého soutěžního kola se taneční páry proměnily v hvězdy stříbrného plátna. V rámci filmového večera vůbec poprvé soutěžící nedoprovázel Moondance Orchestra Martina Kumžáka, ale originální nahrávky ze slavných hitů. V úvodním předtančení vystoupili tanečníci s choreografií připravenou Terezou Pruckovou na skladbu ze seriálu Pan Tau. Při úvodním představování tanečních párů zněla píseň „Dance the Night“ od Duy Lipy z filmu Barbie. Soutěžní páry tančil jive, tango a waltz a v 2. části večera se rozdělily do dvou týmů a zabojovaly o dva bonusové body v country tanci v originální choreografii Marka Zelinky na píseň „Beer for My Horses“ od Tobyho Keithe a Willieho Nelsona ze stejnojmenného filmu.
Marek Adamczyk a Lenka Nora Návorková se rozloučili se soutěží tancem na skladbu „Old-Shatterhand-Melodie“ od Martina Böttchera z filmu Poklad na Stříbrném jezeře.
| P  | Pár  | Pár                        | Tanec | Hudba | Body   | Body    | Body     | Body   | Body   |
| P  | Pár  | Pár                        | Tanec | Hudba | Genzer | Drexler | Chlopčík | Souboj | Celkem |
| -- | ---- | -------------------------- | ----- | --- | ------ | ------- | -------- | ------ | ------ |
| 1. | SD 5 | Marek Adamczyk             | jive  | „Danger Zone“ (Kenny Loggins/Top Gun)                                                                                                   | 7      | 7       | 7        | 0      | 21     |
| 1. | SD 5 | Lenka Nora Návorková       | jive  | „Danger Zone“ (Kenny Loggins/Top Gun)                                                                                                   | 7      | 7       | 7        | 0      | 21     |
| 2. | SD 9 | Eva Adamczyková            | tango | „Fate and Destiny“, „Through the Castle“, „Show Us the Way“, „Mum Goes Wild“, „We've Both Changed“ (Patrick Doyle, Alex Mandel/Rebelka) | 9      | 8       | 9        | 2      | 28     |
| 2. | SD 9 | Jakub Mazůch               | tango | „Fate and Destiny“, „Through the Castle“, „Show Us the Way“, „Mum Goes Wild“, „We've Both Changed“ (Patrick Doyle, Alex Mandel/Rebelka) | 9      | 8       | 9        | 2      | 28     |
| 3. | SD 4 | Iva Kubelková              | waltz | „Legends of the Fall“ (James Horner/Legenda o vášni)                                                                                    | 9      | 9       | 9        | 0      | 27     |
| 3. | SD 4 | Martin Prágr               | waltz | „Legends of the Fall“ (James Horner/Legenda o vášni)                                                                                    | 9      | 9       | 9        | 0      | 27     |
| 4. | SD 8 | Vavřinec Hradilek          | jive  | „I'm Still Standing“ (Taron Egerton/Rocketman)                                                                                          | 6      | 6       | 3        | 0      | 15     |
| 4. | SD 8 | Kateřina Bartuněk Hrstková | jive  | „I'm Still Standing“ (Taron Egerton/Rocketman)                                                                                          | 6      | 6       | 3        | 0      | 15     |
| 5. | SD 1 | Darija Pavlovičová         | waltz | „Fairytale“ (Harry Gregson-Williams a John Powell/Shrek)                                                                                | 9      | 10      | 9        | 2      | 30     |
| 5. | SD 1 | Dominik Vodička            | waltz | „Fairytale“ (Harry Gregson-Williams a John Powell/Shrek)                                                                                | 9      | 10      | 9        | 2      | 30     |
| 6. | SD 3 | Josef Maršálek             | tango | „Red Right Hand“ (Nick Cave and the Bad Seeds/Gangy z Birminghamu)                                                                      | 8      | 6       | 8        | 2      | 24     |
| 6. | SD 3 | Adriana Mašková            | tango | „Red Right Hand“ (Nick Cave and the Bad Seeds/Gangy z Birminghamu)                                                                      | 8      | 6       | 8        | 2      | 24     |

### 7. díl – Centrum Paraple (25. listopadu 2023)
Sedmý večer byl již pošesté benefiční, získaný finanční obnos byl věnován Centru Paraple. Klienti Centra Paraple se stali patrony zbývajících pěti párů, kteří pro ně zatančili slowfox, paso doble a rumbu. Jako obvykle se v tomto kole nevyřazovalo. V úvodním předtančení vystoupili profesionální tanečníci Tereza Kučerová a Jakub Lipowski se sambou na píseň „Mas que nada“ od Sérgia Mendese a The Black Eyed Peas.Všechny taneční páry a vozíčkáři se představily ve druhé části večera ve společné choreografii Marka Zelinky na píseň „Si è spento il sole“ od Adriana Celentana.
Závěrečnou písní 7. večera byla „Treasure“ od Bruna Marse.
| P  | Pár  | Pár                        | Tanec      | Hudba                                                                      | Body   | Body    | Body     | Body   |
| P  | Pár  | Pár                        | Tanec      | Hudba                                                                      | Genzer | Drexler | Chlopčík | Celkem |
| -- | ---- | -------------------------- | ---------- | -------------------------------------------------------------------------- | ------ | ------- | -------- | ------ |
| 1. | SD 8 | Vavřinec Hradilek          | slowfox    | „Beer for My Horses“ (Toby Keith a Willie Nelson)                          | 7      | 6       | 6        | 19     |
| 1. | SD 8 | Kateřina Bartuněk Hrstková | slowfox    | „Beer for My Horses“ (Toby Keith a Willie Nelson)                          | 7      | 6       | 6        | 19     |
| 2. | SD 3 | Josef Maršálek             | paso doble | „El sombreron“ (Gaby Moreno)                                               | 7      | 7       | 7        | 21     |
| 2. | SD 3 | Adriana Mašková            | paso doble | „El sombreron“ (Gaby Moreno)                                               | 7      | 7       | 7        | 21     |
| 3. | SD 4 | Iva Kubelková              | rumba      | „You'll Never Find Another Love Like Mine“ (Michael Bublé & Laura Pausini) | 10     | 9       | 10       | 29     |
| 3. | SD 4 | Martin Prágr               | rumba      | „You'll Never Find Another Love Like Mine“ (Michael Bublé & Laura Pausini) | 10     | 9       | 10       | 29     |
| 4. | SD 9 | Eva Adamczyková            | paso doble | „Eleanor Rigby“ (Cody Fry)                                                 | 10     | 10      | 10       | 30     |
| 4. | SD 9 | Jakub Mazůch               | paso doble | „Eleanor Rigby“ (Cody Fry)                                                 | 10     | 10      | 10       | 30     |
| 5. | SD 1 | Darija Pavlovičová         | rumba      | „Vana plná fialek“ (Hana Hegerová)                                         | 9      | 9       | 10       | 28     |
| 5. | SD 1 | Dominik Vodička            | rumba      | „Vana plná fialek“ (Hana Hegerová)                                         | 9      | 9       | 10       | 28     |

### 8. díl (2. prosince 2023)
V 8. díle zatančil každý pár dvakrát, v rámci vybraných tanců hrála významnou roli i akrobacie. V porotě místo nemocné Tatiany Drexler zasedl Václav Kuneš. V první části večera páry zatančily quickstep, slowfox a cha-chu, ve druhé části přišel na řadu současný tanec, kdy se k párům připojili taneční skupiny 420PEOPLE a Losers Cirque Company. 
Josef Maršálek a Adriana Mašková se rozloučili se soutěží tancem na píseň „Out Here on My Own“ od Irene Cara z filmu Sláva.
| P   | Pár  | Pár                        | Tanec          | Hudba                                                                                             | Body   | Body  | Body     | Body   |
| P   | Pár  | Pár                        | Tanec          | Hudba                                                                                             | Genzer | Kuneš | Chlopčík | Celkem |
| --- | ---- | -------------------------- | -------------- | ------------------------------------------------------------------------------------------------- | ------ | ----- | -------- | ------ |
| 1.  | SD 9 | Eva Adamczyková            | quickstep      | „Someone in the Crowd“ (Emma Stone & Callie Hernandez & Sonoya Mizuno & Jessica Rothe/La La Land) | 9      | 9     | 9        | 27     |
| 1.  | SD 9 | Jakub Mazůch               | quickstep      | „Someone in the Crowd“ (Emma Stone & Callie Hernandez & Sonoya Mizuno & Jessica Rothe/La La Land) | 9      | 9     | 9        | 27     |
| 2.  | SD 4 | Iva Kubelková              | slowfox        | „The Pink Panther Theme“ (Henry Mancini/Růžový panter)                                            | 9      | 8     | 8        | 25     |
| 2.  | SD 4 | Martin Prágr               | slowfox        | „The Pink Panther Theme“ (Henry Mancini/Růžový panter)                                            | 9      | 8     | 8        | 25     |
| 3.  | SD 3 | Josef Maršálek             | quickstep      | „Friend Like Me“ Will Smith/Aladin)                                                               | 7      | 7     | 6        | 20     |
| 3.  | SD 3 | Adriana Mašková            | quickstep      | „Friend Like Me“ Will Smith/Aladin)                                                               | 7      | 7     | 6        | 20     |
| 4.  | SD 8 | Vavřinec Hradilek          | cha-cha        | „No Roots“ (Alice Merton)                                                                         | 8      | 7     | 8        | 23     |
| 4.  | SD 8 | Kateřina Bartuněk Hrstková | cha-cha        | „No Roots“ (Alice Merton)                                                                         | 8      | 7     | 8        | 23     |
| 5.  | SD 1 | Darija Pavlovičová         | slowfox        | „Can't Take My Eyes Off You“ (Frankie Valli)                                                      | 10     | 8     | 10       | 28     |
| 5.  | SD 1 | Dominik Vodička            | slowfox        | „Can't Take My Eyes Off You“ (Frankie Valli)                                                      | 10     | 8     | 10       | 28     |
| 6.  | SD 9 | Eva Adamczyková            | současný tanec | „Andělská“ (Zuzana Navarová)                                                                      | 10     | 10    | 10       | 30     |
| 6.  | SD 9 | Jakub Mazůch               | současný tanec | „Andělská“ (Zuzana Navarová)                                                                      | 10     | 10    | 10       | 30     |
| 7.  | SD 4 | Iva Kubelková              | současný tanec | „Someone You Loved“ (Lewis Capaldi)                                                               | 9      | 9     | 9        | 27     |
| 7.  | SD 4 | Martin Prágr               | současný tanec | „Someone You Loved“ (Lewis Capaldi)                                                               | 9      | 9     | 9        | 27     |
| 8.  | SD 3 | Josef Maršálek             | současný tanec | „Jai Ho“ (Allah Rakha Rahman/Milionář z chatrče)                                                  | 8      | 8     | 8        | 24     |
| 8.  | SD 3 | Adriana Mašková            | současný tanec | „Jai Ho“ (Allah Rakha Rahman/Milionář z chatrče)                                                  | 8      | 8     | 8        | 24     |
| 9.  | SD 8 | Vavřinec Hradilek          | současný tanec | „Human“ (Rag'n'Bone Man)                                                                          | 9      | 8     | 10       | 27     |
| 9.  | SD 8 | Kateřina Bartuněk Hrstková | současný tanec | „Human“ (Rag'n'Bone Man)                                                                          | 9      | 8     | 10       | 27     |
| 10. | SD 1 | Darija Pavlovičová         | současný tanec | „Requiem for a Dream“ (Kate Chruscicka)                                                           | 10     | 9     | 10       | 29     |
| 10. | SD 1 | Dominik Vodička            | současný tanec | „Requiem for a Dream“ (Kate Chruscicka)                                                           | 10     | 9     | 10       | 29     |

### 9. díl – Semifinále (9. prosince 2023)
Během semifinálového dílu zatančil každý pár dva tance. Tančil se valčík, tango, samba, paso doble, rumba a waltz. Dva nejlepší poté postoupily do finále a zbývající dvě dvojice zatančily ještě jednou, načež pouze diváci rozhodli o tom, který pár doplnil finálovou trojici. Na úvod předvedli street dance bratři Kristián Mensa a Marek Mensa, známí jako Mensa Brothers, na píseň „Canned Heat“ od skupiny Jamiroquai. Před samotným rozhodnutím předvedli akrobatické vystoupení (aerial cyr wheel) Lukáš Macháček s Martinou Illichovou na píseň „Experience''“ od Ludovica Einaudiho.
Iva Kubelková a Martin Prágr se rozloučili se soutěží tancem na píseň „Million Years Ago“ od Adele.
| P   | Pár  | Pár                        | Tanec      | Hudba                                                              | Body   | Body    | Body     | Body   |
| P   | Pár  | Pár                        | Tanec      | Hudba                                                              | Genzer | Drexler | Chlopčík | Celkem |
| --- | ---- | -------------------------- | ---------- | ------------------------------------------------------------------ | ------ | ------- | -------- | ------ |
| 1.  | SD 4 | Iva Kubelková              | valčík     | „It's a Man's Man's Man's World“ (Seal)                            | 9      | 9       | 9        | 27     |
| 1.  | SD 4 | Martin Prágr               | valčík     | „It's a Man's Man's Man's World“ (Seal)                            | 9      | 9       | 9        | 27     |
| 2.  | SD 8 | Vavřinec Hradilek          | tango      | „Gossip“ (Måneskin)                                                | 9      | 9       | 8        | 26     |
| 2.  | SD 8 | Kateřina Bartuněk Hrstková | tango      | „Gossip“ (Måneskin)                                                | 9      | 9       | 8        | 26     |
| 3.  | SD 1 | Darija Pavlovičová         | valčík     | „Hold My Hand“ (Lady Gaga)                                         | 9      | 9       | 9        | 27     |
| 3.  | SD 1 | Dominik Vodička            | valčík     | „Hold My Hand“ (Lady Gaga)                                         | 9      | 9       | 9        | 27     |
| 4.  | SD 9 | Eva Adamczyková            | samba      | „Tora Tora“ (EtnOrchestra)                                         | 9      | 9       | 8        | 26     |
| 4.  | SD 9 | Jakub Mazůch               | samba      | „Tora Tora“ (EtnOrchestra)                                         | 9      | 9       | 8        | 26     |
| 5.  | SD 4 | Iva Kubelková              | paso doble | „Enter Sandman“ (Metallica)                                        | 8      | 8       | 8        | 24     |
| 5.  | SD 4 | Martin Prágr               | paso doble | „Enter Sandman“ (Metallica)                                        | 8      | 8       | 8        | 24     |
| 6.  | SD 8 | Vavřinec Hradilek          | rumba      | „Always Remember Us This Way“ (Lady Gaga)                          | 8      | 8       | 8        | 24     |
| 6.  | SD 8 | Kateřina Bartuněk Hrstková | rumba      | „Always Remember Us This Way“ (Lady Gaga)                          | 8      | 8       | 8        | 24     |
| 7.  | SD 1 | Darija Pavlovičová         | paso doble | „Knives Out! (String Quartet in G Minor)“ (Nathan Johnson/Na nože) | 9      | 9       | 9        | 27     |
| 7.  | SD 1 | Dominik Vodička            | paso doble | „Knives Out! (String Quartet in G Minor)“ (Nathan Johnson/Na nože) | 9      | 9       | 9        | 27     |
| 8.  | SD 9 | Eva Adamczyková            | waltz      | „Heaven in My Arms“ (Carola)                                       | 10     | 9       | 10       | 29     |
| 8.  | SD 9 | Jakub Mazůch               | waltz      | „Heaven in My Arms“ (Carola)                                       | 10     | 9       | 10       | 29     |
| 9.  | SD 4 | Iva Kubelková              | cha-cha    | „Let's Get Loud“ (Jennifer Lopez)                                  | —      | —       | —        | —      |
| 9.  | SD 4 | Martin Prágr               | cha-cha    | „Let's Get Loud“ (Jennifer Lopez)                                  | —      | —       | —        | —      |
| 10. | SD 8 | Vavřinec Hradilek          | waltz      | „Hushabye Mountain“ (Dick Van Dyke)                                | —      | —       | —        | —      |
| 10. | SD 8 | Kateřina Bartuněk Hrstková | waltz      | „Hushabye Mountain“ (Dick Van Dyke)                                | —      | —       | —        | —      |

### 10. díl – Finále (16. prosince 2023)
Ve finálovém dílu byl zvolen král a královna tanečního parketu tohoto ročníku. Každý pár se představil čtyřikrát –⁠ zatančili svůj nejlepší nejlepší latinskoamerický tanec, standardní tanec, freestyle a nejlepší tanec podle výběru tanečníků. O úvodní vystoupení se postarali profesionální tanečníci ve stylu lindy hop a boogie-woogie Bianca Locatelli a Nils Andrén na skladbu „Corsicana“ od Hot Lips Page. Na parket se vrátili také vyřazené páry, které zatančili část jednoho ze svých tanců. Před samotným vyhlášením vítězného páru předvedly všechny páry společný tanec na píseň „Dotýkat se hvězd“, kterou zazpívali Barbora Poláková a Jan Cina.
Závěrečnou písní XII. ročníku StarDance byla „Shut Up and Dance“ od skupiny Walk the Moon.
| P   | Pár  | Pár                        | Tanec          | Hudba                                                    | Body   | Body    | Body     | Body   |
| P   | Pár  | Pár                        | Tanec          | Hudba                                                    | Genzer | Drexler | Chlopčík | Celkem |
| --- | ---- | -------------------------- | -------------- | -------------------------------------------------------- | ------ | ------- | -------- | ------ |
| 1.  | SD 1 | Darija Pavlovičová         | samba          | „Şımarık“ (Tarkan)                                       | 10     | 9       | 10       | 29     |
| 1.  | SD 1 | Dominik Vodička            | samba          | „Şımarık“ (Tarkan)                                       | 10     | 9       | 10       | 29     |
| 2.  | SD 9 | Eva Adamczyková            | rumba          | „Tělo“ (Ewa Farna)                                       | 10     | 10      | 10       | 30     |
| 2.  | SD 9 | Jakub Mazůch               | rumba          | „Tělo“ (Ewa Farna)                                       | 10     | 10      | 10       | 30     |
| 3.  | SD 8 | Vavřinec Hradilek          | paso doble     | „Another One Bites the Dust“ (Queen)                     | 9      | 9       | 9        | 27     |
| 3.  | SD 8 | Kateřina Bartuněk Hrstková | paso doble     | „Another One Bites the Dust“ (Queen)                     | 9      | 9       | 9        | 27     |
| 4.  | SD 1 | Darija Pavlovičová         | waltz          | „Fairytale“ (Harry Gregson-Williams a John Powell/Shrek) | 10     | 10      | 10       | 30     |
| 4.  | SD 1 | Dominik Vodička            | waltz          | „Fairytale“ (Harry Gregson-Williams a John Powell/Shrek) | 10     | 10      | 10       | 30     |
| 5.  | SD 9 | Eva Adamczyková            | valčík         | „La Valse de L'Amour“ (Patrick Doyle/Popelka)            | 10     | 10      | 10       | 30     |
| 5.  | SD 9 | Jakub Mazůch               | valčík         | „La Valse de L'Amour“ (Patrick Doyle/Popelka)            | 10     | 10      | 10       | 30     |
| 6.  | SD 8 | Vavřinec Hradilek          | tango          | „Gossip“ (Måneskin)                                      | 10     | 9       | 10       | 29     |
| 6.  | SD 8 | Kateřina Bartuněk Hrstková | tango          | „Gossip“ (Måneskin)                                      | 10     | 9       | 10       | 29     |
| 7.  | SD 1 | Darija Pavlovičová         | freestyle      | „Earth Song“ (Michael Jackson)                           | 10     | 9       | 10       | 29     |
| 7.  | SD 1 | Dominik Vodička            | freestyle      | „Earth Song“ (Michael Jackson)                           | 10     | 9       | 10       | 29     |
| 8.  | SD 9 | Eva Adamczyková            | freestyle      | „Oh, Pretty Woman“ (Roy Orbison)                         | 10     | 10      | 9        | 29     |
| 8.  | SD 9 | Jakub Mazůch               | freestyle      | „Oh, Pretty Woman“ (Roy Orbison)                         | 10     | 10      | 9        | 29     |
| 9.  | SD 8 | Vavřinec Hradilek          | freestyle      | „Dangerous Game“ (Klergy & BEGINNERS)                    | 10     | 10      | 10       | 30     |
| 9.  | SD 8 | Kateřina Bartuněk Hrstková | freestyle      | „Dangerous Game“ (Klergy & BEGINNERS)                    | 10     | 10      | 10       | 30     |
| 10. | SD 1 | Darija Pavlovičová         | současný tanec | „Requiem for a Dream“ (Kate Chruscicka)                  | —      | —       | —        | —      |
| 10. | SD 1 | Dominik Vodička            | současný tanec | „Requiem for a Dream“ (Kate Chruscicka)                  | —      | —       | —        | —      |
| 11. | SD 9 | Eva Adamczyková            | paso doble     | „Eleanor Rigby“ (Cody Fry)                               | —      | —       | —        | —      |
| 11. | SD 9 | Jakub Mazůch               | paso doble     | „Eleanor Rigby“ (Cody Fry)                               | —      | —       | —        | —      |
| 12. | SD 8 | Vavřinec Hradilek          | quickstep      | „Jez“ (Ivan Mládek)                                      | —      | —       | —        | —      |
| 12. | SD 8 | Kateřina Bartuněk Hrstková | quickstep      | „Jez“ (Ivan Mládek)                                      | —      | —       | —        | —      |

## Sledovanost
| P      | Datum premiéry     | Sledovanost | Sledovanost    | Sledovanost    | Sledovanost    | Sledovanost |
| P      | Datum premiéry     | 15+         | Podíl dle věku | Podíl dle věku | Podíl dle věku | Zdroj       |
| P      | Datum premiéry     | 15+         | 15+            | 15–54          | 15–69          | Zdroj       |
| ------ | ------------------ | ----------- | -------------- | -------------- | -------------- | ----------- |
| 1.     | 14. října 2023     | 1 472 000   | 41,5 %         | 37,0 %         | 38,2 %         | [ 15 ]      |
| 2.     | 21. října 2023     | 1 534 000   | 43,9 %         | 40,0 %         | 40,8 %         | [ 16 ]      |
| 3.     | 29. října 2023     | 1 494 000   | 42,8 %         | 40,0 %         | 39,6 %         | [ 17 ]      |
| 4.     | 4. listopadu 2023  | 1 447 500   | 43,3 %         | 37,3 %         | 39,5 %         | [ 18 ]      |
| 5.     | 11. listopadu 2023 | 1 410 000   | 40,5 %         | 37,4 %         | 36,8 %         | [ 19 ]      |
| 6.     | 18. listopadu 2023 | 1 470 500   | 42,7 %         | 37,3 %         | 38,7 %         | [ 20 ]      |
| 7.     | 25. listopadu 2023 | 1 330 000   | 37,2 %         | 32,6 %         | 32,7 %         | [ 21 ]      |
| 8.     | 2. prosince 2023   | 1 641 000   | 46,7 %         | 42,2 %         | 42,4 %         | [ 22 ]      |
| 9.     | 9. prosince 2023   | 1 666 000   | 46,7 %         | 41,0 %         | 41,7 %         | [ 23 ]      |
| 10.    | 16. prosince 2023  | 1 641 600   | 48,3 %         | 42,7 %         | 42,8 %         | [ 24 ]      |
| Průměr | Průměr             | 1 510 660   | 43,4 %         | 38,8 %         | 39,3 %         | —           |